# Liste der Kulturgüter in Schleinikon
Die Liste der Kulturgüter in Schleinikon enthält alle Objekte in der Gemeinde Schleinikon im Kanton Zürich, die gemäss der Haager Konvention zum Schutz von Kulturgut bei bewaffneten Konflikten, dem Bundesgesetz vom 20. Juni 2014 über den Schutz der Kulturgüter bei bewaffneten Konflikten sowie der Verordnung vom 29. Oktober 2014 über den Schutz der Kulturgüter bei bewaffneten Konflikten unter Schutz stehen.
Objekte der Kategorien A und B sind vollständig in der Liste enthalten, Objekte der Kategorie C fehlen zurzeit (Stand: 1. Januar 2022). Unter übrige Baudenkmäler sind weitere geschützte Objekte zu finden, die im Verzeichnis der Objekte von überkommunaler Bedeutung der kantonalen Denkmalpflege zu finden und nicht bereits in der Liste der Kulturgüter enthalten sind.

## Kulturgüter
| Foto |                                                              | Objekt                                     | Kat. | Typ | Standort                        | Beschreibung |
| ---- | ------------------------------------------------------------ | ------------------------------------------ | ---- | --- | ------------------------------- | ------------ |
| ja   | Datei hochladen · Wikidata zu Römischer Gutshof (Q107707878) | Grosszelg, römischer Gutshof KGS-Nr.: 9716 | A    | F   | 672330 / 260644                 |              |
| ja   | Datei hochladen · Wikidata zu Zythüsli (Q29933082)           | Zythüsli KGS-Nr.: 7650                     | B    | G   | Dorfstrasse 13y 672200 / 261100 |              |

## Übrige Baudenkmäler
| ID       | Foto |                 | Objekt                                 | Kat.    | Typ | Standort                           | Beschreibung |
| -------- | ---- | --------------- | -------------------------------------- | ------- | --- | ---------------------------------- | ------------ |
| 09800122 | ja   | Datei hochladen | Speicher / Trotte mit Keller           | B kant. | G   | Zythüslistrasse 3 672180 / 261188  |              |
| 09800206 |      | Datei hochladen | Bauernhaus Schellenberg Scheune        | B reg.  | G   | Stegacherstrasse 1 671794 / 261131 |              |
| 09800208 | ja   | Datei hochladen | Bauernhaus Schellenberg, Doppelscheune | C       | G   | Lägerenstrasse 8 671791 / 261112   |              |

Legende: Im Wesentlichen siehe Legende der Liste der Kulturgüter von nationaler und regionaler Bedeutung, mit folgenden Ausnahmen:
- Anstelle der KGS-Nummer wird als Objekt-Identifikator (ID) die Inventarnummer im Verzeichnis der Objekte von überkommunaler Bedeutung des kantonalen Denkmalschutzamtes verwendet.
- Bei den Kategorien wird wie folgt unterschieden: B kant. = Objekt von kantonaler Bedeutung (Kanton Zürich); B reg. = Objekt von regionaler Bedeutung (Kanton Zürich).